# منتخب بليز لكرة القدم
منتخب بليز لكرة القدم (بالإنكليزية: Belize national football team) الملقب بالجاغوار هو المنتخب الوطني في بليز ويمثله في رياضة كرة القدم. يعد الفريق من أضعف المنتخبات في العالم، حيث انه لم يتأهل إلى كأس العالم لكرة القدم، أما على الصعيد القاري فتأهل مرة واحدة إلى الكأس الذهبية عام 2013 وخرج من دور المجموعات.

## وصلات خارجية
- قائمة بيانات المنتخب من الموقع الرسمي للفيفا باللغة العربية